# Aleja gen. Tadeusza Bora-Komorowskiego w Krakowie
Aleja gen. Tadeusza Bora-Komorowskiego – ulica przelotowa zaczynająca się przy Rondzie Polsadu, zaś kończąca się przy rozjeździe w ulicę gen. Leopolda Okulickiego oraz aleję gen. Władysława Andersa. Znajduje się na terenie dawnego wojskowego Lotniska w Czyżynach. Od wymienionego powyżej rozjazdu na Osiedlu Strusia po sklep Obi jest granicą pomiędzy dzielnicami XV Mistrzejowice i XIV Czyżyny, później jest w całości położona w dzielnicy III Prądnik Czerwony, gdzie obok ulicy znajdują się dwa kompleksy biurowe. Są to Rondo Business Park i Quattro Business Park.
Aleja jest częścią drogi krajowej nr 79.
W 2013 wzdłuż alei, po jej południowej stronie, wybudowano chodnik pieszy oraz ścieżkę rowerową. W 2017 po północnej stronie alei otwarto centrum handlowe Serenada, obok którego wybudowano estakadę łączącą aleję z ulicami Dobrego Pasterza i Bohomolca.

## Galeria

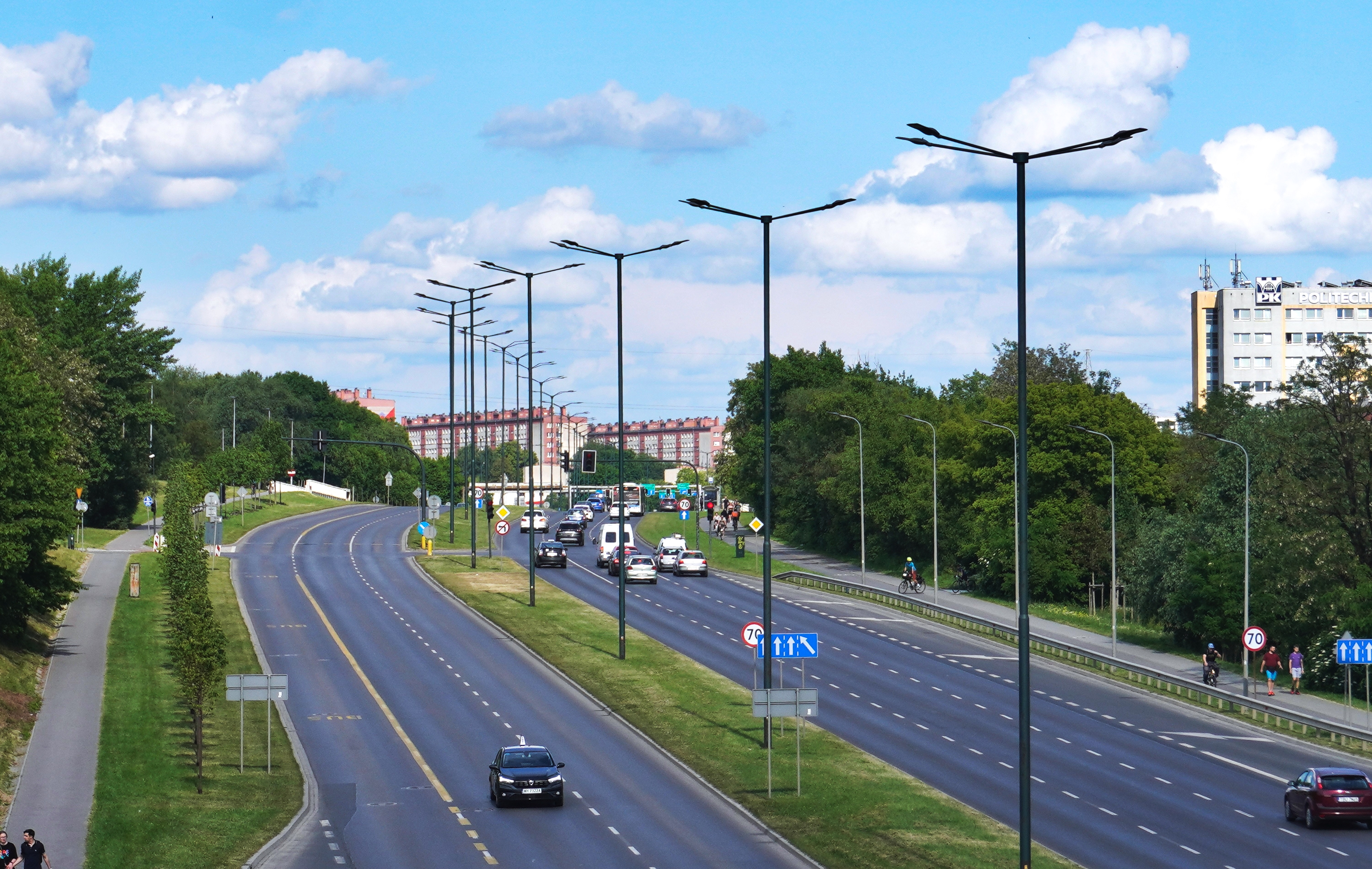
Widok z wiaduktu w ciągu ul. Jurczaka na wschód